# Nazaret (higo)
Nazaret es un cultivar de higuera de tipo San Pedro Ficus carica bífera, muy prolífica en la producción de brevas y necesita ser fecundada por Cabrahigo para madurar los higos. Se cultiva en Israel para exportación como higo fresco al mercado europeo, y en España en Extremadura, en la zona de La Vera.
,

## Sinonimia
- „Nazareth Green“,[5]

## Características
La higuera Nazaret es una variedad tipo San Pedro, muy productiva. Se cultiva principalmente por sus brevas, siendo necesaria la caprificación para la producción de higos.
Las brevas maduran en la primera decena de junio. Las primeras recolecciones son más productivas y de mejor calidad.
Las brevas Nazaret tienen forma periforme, su piel es resistente, elástica y brillante, de color verde manzana con lenticelas.
Para obtener frutos de calidad esta variedad debe cultivarse en zonas frescas con elevada humedad ambiental y temperaturas suaves.

## El cultivo de la higuera 'Nazaret'
Esta variedad es muy cultivada en Israel y la compañía « “Avniv” » una de los mayores exportadores de higos frescos del país, los distribuye sobre todo en los mercados de los países del norte de Europa.
La variedad 'Nazaret' se cultiva sobre todo al Norte de la provincia de Cáceres, donde fue introducida en los años 90 en la zona de La Vera.
La variedad 'Nazaret' es oriunda de Israel, y se cultiva en la provincia de Alicante con fines de hibridación y mejora comercialmente. Esta variedad ha sido seleccionada por la « Estación Experimental Agraria de Elche »  entre otras muchas de las variedades de higos negros de la Comunidad Valenciana para su cultivo de forma comercial intensiva, ya que es  vigorosa y se adapta bien en los cultivos intensivos, aparte de sus buenas cualidades gustativas y productividad.